# The Chromatica Ball
The Chromatica Ball ist die sechste Welttournee der US-amerikanischen Sängerin Lady Gaga, in Anlehnung an ihr sechstes Studioalbum Chromatica. Insgesamt finden 20 Konzerte in Nordamerika, Europa und Asien statt. Aufgrund der COVID-19-Pandemie musste der Beginn der Tournee um zwei Jahre verschoben werden. Das erste Konzert fand am 17. Juli 2022 in Düsseldorf statt.

## Hintergrund
Die Tournee wurde am 5. März 2020 über den Twitter-Account von Lady Gaga angekündigt. Ursprünglich waren nur sechs Konzerte in Paris, London, Boston, Toronto, Chicago und New York geplant, da die Sängerin durch ihre Show Enigma + Jazz & Piano in Las Vegas verhindert war auf eine größere Tournee zu gehen. Aufgrund des kommerziellen Erfolges und schnellen Ausverkaufs der Tickets wurden 12 weitere Termine an die geplante Tournee angehängt.

## Kommerzieller Erfolg
Der Chromatica Ball hatte einen großen kommerziellen Erfolg. Bis Juni 2022 nahm Lady Gaga mit der Tournee bereits 110 Millionen US-Dollar, und somit rund 4 Millionen US-Dollar per Auftritt, ein.

## Tourdaten
| Datum              | Stadt            | Land                   | Veranstaltungsort         |
| ------------------ | ---------------- | ---------------------- | ------------------------- |
| Europa             |                  |                        |                           |
| 17. Juli 2022      | Düsseldorf       | Deutschland            | Merkur Spiel-Arena        |
| 21. Juli 2022      | Stockholm        | Schweden               | Friends Arena             |
| 24. Juli 2022      | Paris            | Frankreich             | Stade de France           |
| 26. Juli 2022      | Arnhem           | Niederlande            | GelreDome                 |
| 29. Juli 2022      | London           | Vereinigtes Königreich | Tottenham Hotspur Stadium |
| 30. Juli 2022      | London           | Vereinigtes Königreich | Tottenham Hotspur Stadium |
| Nordamerika        |                  |                        |                           |
| 6. August 2022     | Toronto          | Kanada                 | Rogers Centre             |
| 8. August 2022     | Washington, D.C. | Vereinigte Staaten     | Nationals Park            |
| 11. August 2022    | East Rutherford  | Vereinigte Staaten     | MetLife Stadium           |
| 15. August 2022    | Chicago          | Vereinigte Staaten     | Wrigley Field             |
| 19. August 2022    | Boston           | Vereinigte Staaten     | Fenway Park               |
| 23. August 2022    | Arlington        | Vereinigte Staaten     | Globe Life Field          |
| 26. August 2022    | Atlanta          | Vereinigte Staaten     | Truist Park               |
| 28. August 2022    | Hershey          | Vereinigte Staaten     | Hersheypark Stadium       |
| Asien              |                  | Vereinigte Staaten     |                           |
| 3. September 2022  | Tokorozawa       | Japan                  | Belluna Dome              |
| 4. September 2022  | Tokorozawa       | Japan                  | Belluna Dome              |
| Nordamerika        |                  |                        |                           |
| 8. September 2022  | San Francisco    | Vereinigte Staaten     | Oracle Park               |
| 10. September 2022 | Los Angeles      | Vereinigte Staaten     | Dodger Stadium            |
| 13. September 2022 | Houston          | Vereinigte Staaten     | Minute Maid Park          |
| 17. September 2022 | Miami            | Vereinigte Staaten     | Hard Rock Stadium         |